# Gabriel Chame Buendia
Gabriel Chame Buendia (Buenos Aires, 21 de abril de 1961) es un actor, director y profesor de teatro argentino.

## Trayectoria
Entre 1978 y 1984 se formó como actor y asistente de dirección en la Compañía Argentina de Mimo dirigida por Ángel Elizondo, discípulo de Étienne Decroux en París. Durante estos años, participó en siete espectáculos censurados por la dictadura militar en Argentina.
Es fundador de «El Clú del Claun», donde también trabaja como actor entre 1985 y 1990; a través de esta compañía de clown teatral hará descubrir y deleitar al público iberoamericano con una nueva visión estética. El grupo realizó siete espectáculos y numerosas giras por Latinoamérica y España.
Desde 1990 Gabriel Chame Buendia extendió su trabajo por Europa desarrollando la investigación teatral como actor, director de teatro y pedagogo. Ha dirigido numerosos cursos en España, Francia y en Alemania. Es profesor del Instituto de Teatro de Sevilla, del Estudio de Juan Carlos Corazza, Laboratorio Layton, Estudio 3, Escuela Cristina Rota en Madrid y en Francia de L'Ecole Nationale du Cirque de Rosny-sous-Bois, el Samovar à Paris Bagnolet y de la lAPIAC. Junto con Hernan Gené ha sido profesor de prestigiosos actores españoles como Paco León, Paz Vega, Alicia Borrachero, Manuel Morón, Álex O'Dogherty y Guillermo Beiker entre otros.

## Director de teatro
- Medida por Medida, de Shakespeare, Director y adaptador, 2023, Buenos Aires
- Othelo, de Shakespeare, Director y adaptador, 2013, Buenos Aires
- Llegué para Irme, autor, actor y director junto a Alain Gautre (2005), Teatro Timbre 4, Buenos Aires (2010/11), Paseo La Plaza, Buenos Aires (2008) y  Festival de Aviñón, Francia (2006)
- El sexo de los títeres, de Javier Berger, en Cádiz (2003)
- Las criadas, de Jean Genet, grupo de alumnos de estudio J. C. Corazza (2002)
- Marathon, de Claude Confortes, codirección junto a Tony Canto, Madrid (2002)
- Los dos hidalgos de Verona, de William Shakespeare, París y Madrid (1999)
- El Pájaro Verde, de Carlo Gozzi, Sevilla (1999)
- Trabajos de amor perdidos, de William Shakespeare, Sevilla (1996)
- Amor Abrupto,  autor y director, Exabrupto Teatro, Almería, España (1995)
- Todo va Vian, Boris Vian & Clown, Teatro Crónico, Sevilla (1994 )
- Rico Rico Rico, Salitre Teatro, Bilbao, España (1993)
- Don Juan, de Carlo Goldoni, codirección con Daniel Suárez Marzal,  Sevilla, España (1993)
- Coup de Chance, de J. H. Blumen, en el jardín del Hotel de Sully, en Alemania y París (1992 )
- Las hijas del Rey Lear, Shakespeare & Clown, París, Francia, y Sao Paulo, Brasil (1992)
- Can you come down from the ladder, Clown, Cambridge, Inglaterra (1991)
- Una temporada en el infierno, de Arthur Rimbaud, con Pierre François Pistorio, Centro Georges Pompidou, París (1991)
- Jass Man, de Pierre Morere, dirección, París (1991)
- Last call último llamado, espectáculo unipersonal de clown(2013)

## Actor de teatro
- Llegué para Irme, autor, actor y director junto a Alain Gautre (2005), Teatro Timbre 4, Buenos Aires (2010/11), Paseo La Plaza, Buenos Aires (2008) y  Festival de Aviñón, Francia (2006)
- Storm, circo contemporáneo con artistas del Cirque du Soleil, clown diseñador y protagonista del espectáculo, gira española (2011- 2012)
- Cuento de invierno, de W. Shakespeare, dirección: Lilo Baur, producido por Teatro de la Ville, París, y Teatro de Vidy, Laussan (2010)
- Quidam, Cirque du Soleil, clown (1999/ 2004)
- La folie d’Isabel, espectáculo de comedia del arte, dirección: Carlo Boso, París (1998)
- Trilogía del Veraneo, de Carlo Goldoni, dirección: Daniel Suárez Marzal, rol: Ferdinando, Teatro San Martín, Buenos Aires (1997)
- The day of the dead, dirección: John Wright, New Castle, Inglaterra (1994)
- Don Juan, de Carlo Goldoni, actor y codirección con Daniel Suárez Marzal, Sevilla, España (1993)
- Ubú Rey, de Alfred Jarry, Comecon Théâtre,  Koln, Alemania (1991)

## El Clu del Claun
- 1789 Tour, Dirección Alain Gautre (1989)
- La Historia del Teatro, dirección Juan Carlos Gené (1989)
- El burlador de Sevilla, dirección Roberto Villanueva (1988)
- Estas me las vas a pagar, dirección  Mario González (1986)
- Escuela de Payasos, dirección Juan Carlos Gené (1986)
- El Rey Arturo, dirección Hernán Gené (1985)
- Superrutinas 78 (1985)

## Compañía Argentina de Mimo
- El intranauta (1983)
- Boxxx (1982)
- Pi=3,14 viva la pareja (1981)
- Apocalipsisss (1980)
- Periberta (1979)
- Los Diariosss y Kakuy (1978)

## Cine
- Buscando la esfera del poder, de Tetsuo Lumiere (Argentina - 2013)
- La montaña rusa, dirigida por Emilio Martínez Lázaro (España - 2012)
- Muertos de amor, dirigida por Mikel Aguirresarobe (España - 2011)
- Igualita a mí, de Adrián Suar (Argentina - 2010)
- TL2 - La felicidad es una leyenda urbana, de Tetsuo Lumiere (Argentina - 2009)
- 8 Citas, dirigida por Peris Romano y Rodrigo Sorogoyen (España - 2008)